# Acueductos incas
Los acueductos incas se refieren a cualquiera de una serie de acueductos construidos por el pueblo Inca. Durante el Imperio incaico se construyeron grandes acueductos para aumentar la tierra cultivable y proporcionar agua potable y baños a la población. Debido a la escasez de agua en la región andina, la gestión avanzada del agua permitió a los incas prosperar y expandirse a lo largo de gran parte de la costa del Perú. Tales estructuras, algunas de las cuales sobreviven hoy, muestran las avanzadas capacidades de ingeniería civil e hidráulica de los incas.
El agua provenía principalmente de ríos cercanos, pero también provenía de manantiales de agua dulce en las montañas. Los antiguos descubrieron que si desviaban ciertas cantidades de agua de los ríos, entonces no tenían que preocuparse por la escasez de lluvia y la sequía y también podían estimular a las plantas para que crecieran más rápido al obtener suficiente agua a tiempo. Los trabajadores cavaron túneles a través de montañas y cortaron canales en acantilados para completar el proyecto.
En las temporadas en las que se derretía demasiada nieve de la montaña, las aguas de la inundación se llevaban a enormes depósitos de mampostería para su almacenamiento, canalizando el agua a sus ciudades y centros religiosos.

## Primeros relatos españoles
Los primeros relatos registrados de las estructuras de transporte de agua incas provienen de los conquistadores españoles en el siglo XVI. Uno de esos exploradores fue Pedro Cieza de León. En sus crónicas publicadas que detallan sus viajes por Perú, notó haber visto un gran muro mientras se dirigía al este desde Cuzco, que los eruditos argumentan que se refería al acueducto en el sitio arqueológico de Piquillacta. Cieza escribe:
"A lo largo de este camino hay un muro muy grande y ancho, por cuya parte superior, según los nativos, corrían caños de agua, laboriosamente traídos de algún río y entubados con la previsión y el cuidado que usaron en la construcción de sus canales de riego."
El destacado arqueólogo estadounidense Ephraim George Squier observó varios acueductos durante su exploración del Perú a fines del siglo XIX, incluidos los que regaron jardines en las terrazas de Yucay o del Valle Sagrado, al norte de Cuzco. También registró un relato de las ruinas de un acueducto de sesenta pies de altura en las estribaciones de los Andes cerca de Lima.

## Machu Picchu
Machu Picchu, el sitio arqueológico inca más famoso y mejor conservado, contiene un complejo sistema de acueductos. La construcción de Machu Picchu comenzó como una finca para la nobleza a mediados del siglo XV bajo el emperador Pachacútec. Los ingenieros incas en Machu Picchu pudieron usar un ingenioso sistema de recolección de piedras para aumentar el rendimiento de los manantiales perennes que normalmente solo tenía flujos sustanciales a medida que la nieve de la montaña se derretía en los meses más cálidos. Sin esta innovación, la población de Machu Picchu habría sido insostenible. Si bien el área recibió suficiente lluvia para la producción agrícola, había pocas fuentes de agua dulce para uso doméstico. El agua tuvo que viajar 749 m para llegar al centro de la ciudad. Los incas exhibieron un alto grado de destreza tecnológica en su cuidadosa gradación de los acueductos. Al cortar los canales de una piedra, revestir los canales con roca y rellenar las juntas con arcilla, los incas pudieron reducir la pérdida de agua debido a las filtraciones.
El agua de este arroyo proporcionó agua para dieciséis fuentes, lo que le dio un aspecto visual y auditivo adicional a la vida en Machu Picchu. Esas fuentes servían como fuentes de agua para aquellas casas que no se abastecían directamente de agua de los canales, pero también eran lugares de culto y ceremonia. Esas fuentes son notables porque sugieren que el flujo de agua se integró en la planificación de la ciudad en una etapa muy temprana, lo que demostró que los incas tenían un concepto muy avanzado de planificación urbana y gestión de recursos.

## Moray
Moray es un sitio arqueológico aproximadamente a medio camino entre Cuzco y Machu Picchu. El sitio se caracteriza por sus tres inusuales depresiones de círculos concéntricos en terrazas. Los canales verticales dejan caer agua de un nivel de la terraza al siguiente, creando un hermoso efecto de cascada. A diferencia de Machu Picchu, Moray no recibió suficiente lluvia para sostener la agricultura. Por lo tanto, se requirieron acueductos para transportar agua desde los tres manantiales circundantes. Los embalses complementaron esos acueductos, lo que permitió un flujo constante de agua a pesar de los rendimientos variables de los manantiales.

## Tipón

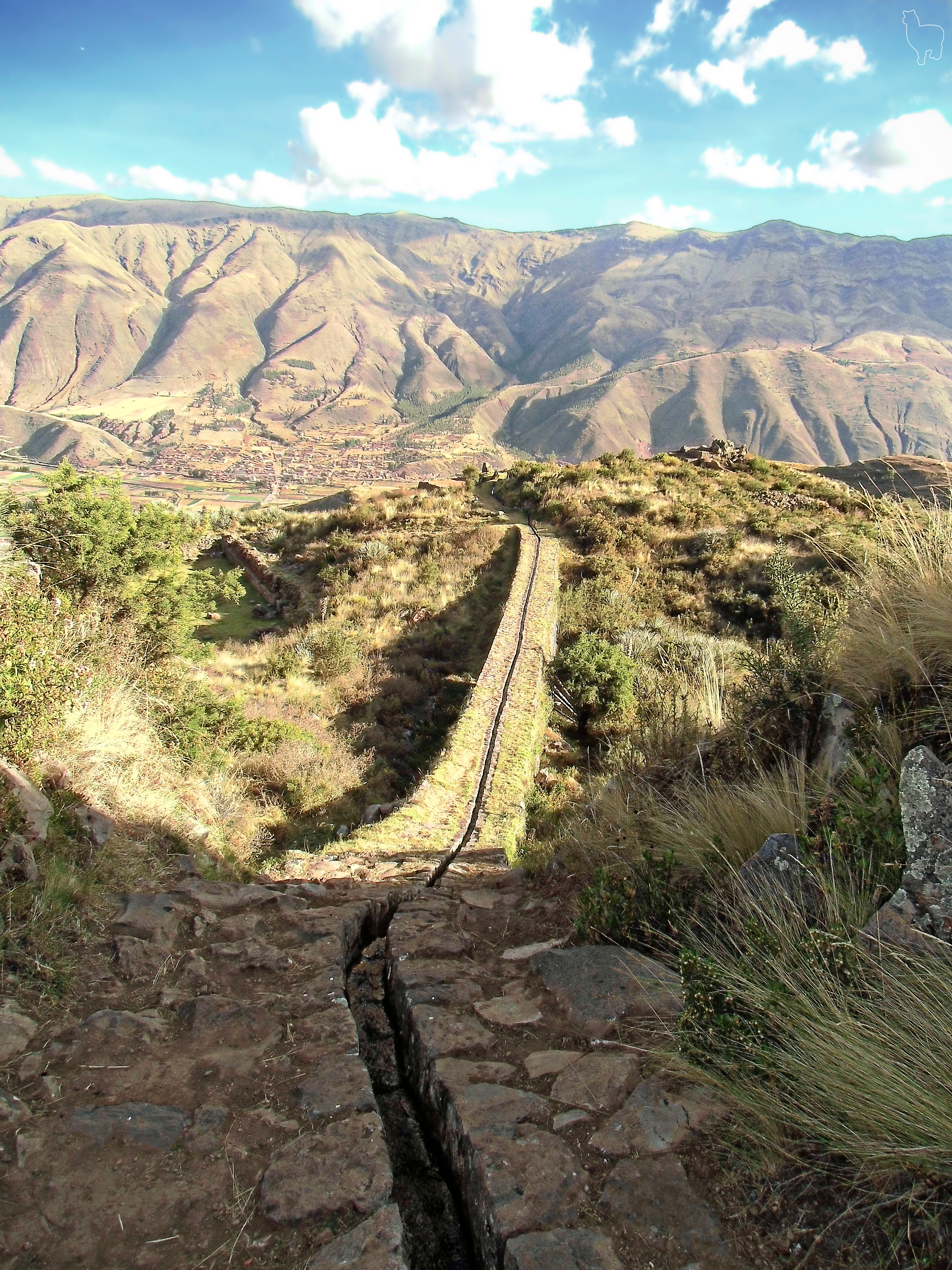
Acueducto Inca en Tipón, Cusco, Peru.

También se pueden encontrar acueductos en el sitio arqueológico de Tipón. Ubicado a trece millas al este de Cuzco en el Valle del Cuzco, este conjunto de ruinas fue una vez una propiedad para la élite y la nobleza inca. Los acueductos de esta área están colocados sobre muros que son anteriores a la ocupación inca del área. Los eruditos creen que estos muros también fueron construidos por la civilización Wari. Después de que los incas tomaron el control de Tipón en el año 1400, el emperador Vircocha envió ingenieros para inspeccionar el sitio. Esos ingenieros reforzaron el muro Wari existente mediante el uso de andesita  y la característica técnica inca de mampostería sin mortero.  También mejoraron los tres canales existentes. Luego, el Inca creó un abrevadero en la parte superior del muro, que movía el agua de las fuentes superficiales y terrestres a un barranco cercano, transfiriendo más de mil metros cúbicos de agua. El barranco se utilizó luego para el riego. El uso de aguas subterráneas y superficiales, denominado uso conjuntivo, es una prueba más del uso prudente de los escasos recursos de los incas.
Esta maravilla de la ingeniería requirió un análisis y levantamiento topográfico complejo, similar a lo que se haría en un proyecto de construcción moderno. Este proyecto dependía del trabajo de la ciudadanía inca, aunque ningún constructor campesino residiría dentro del complejo. El gobierno central de los incas no gravó impuestos a su gente, a excepción de los requisitos laborales en los proyectos de construcción, lo que le dio al inca el capital humano para respaldar su experiencia en ingeniería.
Las cualidades estéticas del sistema de canales Tipón fueron llamativas.  Si bien el propósito principal de los canales era proporcionar agua a la finca y sustentar la agricultura, los ingenieros incas también tomaron en cuenta cómo se vería el agua que fluye a través de las muchas terrazas de Tipón. Las cascadas y las gotas van acompañadas de fuentes, que también pueden haber tenido una función ceremonial.

## Pisac
También cerca de Cuzco, a unos 25 km al noreste se encuentra la finca real Inca de Pisac. Hay entierros masivos situados en los acantilados junto a Pisac, lo que lleva a los expertos a creer que la tierra se consideraba sagrada antes de que se colocaran allí las mejoras incas. Se atribuye al emperador inca Pachacútec como el constructor de la finca que se divide en cuatro sectores, todos conectados a través de elaborados canales. Las fuentes de agua de Pisac se originan en un manantial que se bifurca en dos canales que alimentan los numerosos baños y fuentes que habitan la finca. Estas características acuáticas acentúan las huacas de piedra sagrada, enfatizando el agua en movimiento y animando estas huacas para mostrar dominio sobre los indígenas y expresar purificación ritual. Esta relación que consiste en el agua, las huacas y la ascendencia es un tema que se encuentra en muchos sitios incas asociados con Pachacútec.

## Pumpu
El sitio provincial de Pumpu, que sirvió como centro administrativo de Chinchaycocha (lago Junín), el lago más grande totalmente habitado en Perú, tiene tres fuentes de agua. Tanto un baño inca como un tanque de retención de agua están conectados a través de un canal abierto de 1 km de largo que atraviesa la plaza principal en el centro. El baño es pequeño y está ubicado en un complejo de viviendas. Al oeste está el tanque de retención, un depósito rectangular de 1 metro de profundidad. Todas las características del agua parecen ser exclusivas del distrito de viviendas que estaba reservado para los miembros de élite del lugar.

## Huánaco Pampa
Otro sitio provincial inca, Huánaco Pampa era un gran asentamiento centrado alrededor de una gran plaza. En el lado este, hay baños similares a Pumpu. Sin embargo, Huánaco Pampa también cuenta con piscina. Una serie de canales y canales abiertos y cubiertos alimentan los baños y la piscina, entre estos elementos se encuentran grandes depresiones amuralladas. Algunas de las finas mamposterías de la zona se muestran en los accesos al agua; aberturas en forma de trapecio, escalones y paredes con nichos decoran el elaborado sistema hidráulico. La piscina, que algunos han evaluado como un jardín hundido, se llena con el drenaje de un manantial cercano.

## Tomebamba
Construido por Túpac Inca Yupanqui e imaginado por su hijo Huayna Capac para ser una segunda capital junto con Cuzco, Tomebamba tiene algunas redes extensas de construcción hidráulica que arqueólogos como Max Uhle habían visto alguna vez.  Si bien la mayor parte de la ciudad antigua es irrecuperable debido a la construcción moderna, todavía hay evidencia de sistemas de drenaje expansivos, canales, baños, una piscina e incluso un lago artificial. El lago está debajo de terrazas que conducen a una estructura que se cree que es un templo del sol. Algunas características de piedra acompañan a estos intrincados sistemas acuáticos, como una piedra cortada en semicírculo y una gran piedra en forma de cruz que alberga una piscina en el centro. Todas estas características son alimentadas por tanques y túneles que se encuentran en todo el sitio. Algunos arqueólogos creen que todas estas elaboradas vías fluviales podrían haber sido un sistema de filtración.

## Caranqui
Los restos abandonados de quizás el último asentamiento imperial del imperio inca, Caranqui, albergan alguna evidencia de una arquitectura hidráulica significativa. Como parte de la expansión norteña del imperio, Huayna Capac demostró un control completo del agua y posiblemente de otros fluidos. Después de masacrar a los lugareños ahogándolos en el lago cercano, Yaguarcocha, el Emperador erigió un sistema de agua expansivo que fue capaz de cautivar a la élite más importante del imperio. Teniendo canales como la mayoría de los asentamientos y propiedades incas, los canales de Caranqui eran inusuales. Los canales abiertos y cerrados con paredes de piedra discurrirían paralelos entre sí, algo poco característico de lo que se ha estudiado anteriormente. Algunos arqueólogos creen que el propósito de dos canales que corren uno al lado del otro en el corazón de la ciudad era porque transportaban dos fluidos diferentes. También en toda la ciudad hay lo que parecen ser construcciones en forma de baches destinadas a llevar el exceso de agua lejos de la ciudad. Algunos de los desagües fluían agua hacia lo que se cree que es un templo semisubterráneo. El templo tiene varios pisos por los que se escurre el agua, acumulándose en un gran espacio que probablemente estaba previsto para grandes actuaciones. La importancia de este templo es que el tamaño es mucho más grande que la mayoría de los baños o piscinas en construcciones incas anteriores, pero también su importancia histórica. El templo es sin duda un "estanque", un estanque sobre el que escribió Pedro Cieza de León en su libro Crónica del Perú de 1553.

## Influencias en la arquitectura moderna

### Frank Lloyd Wright

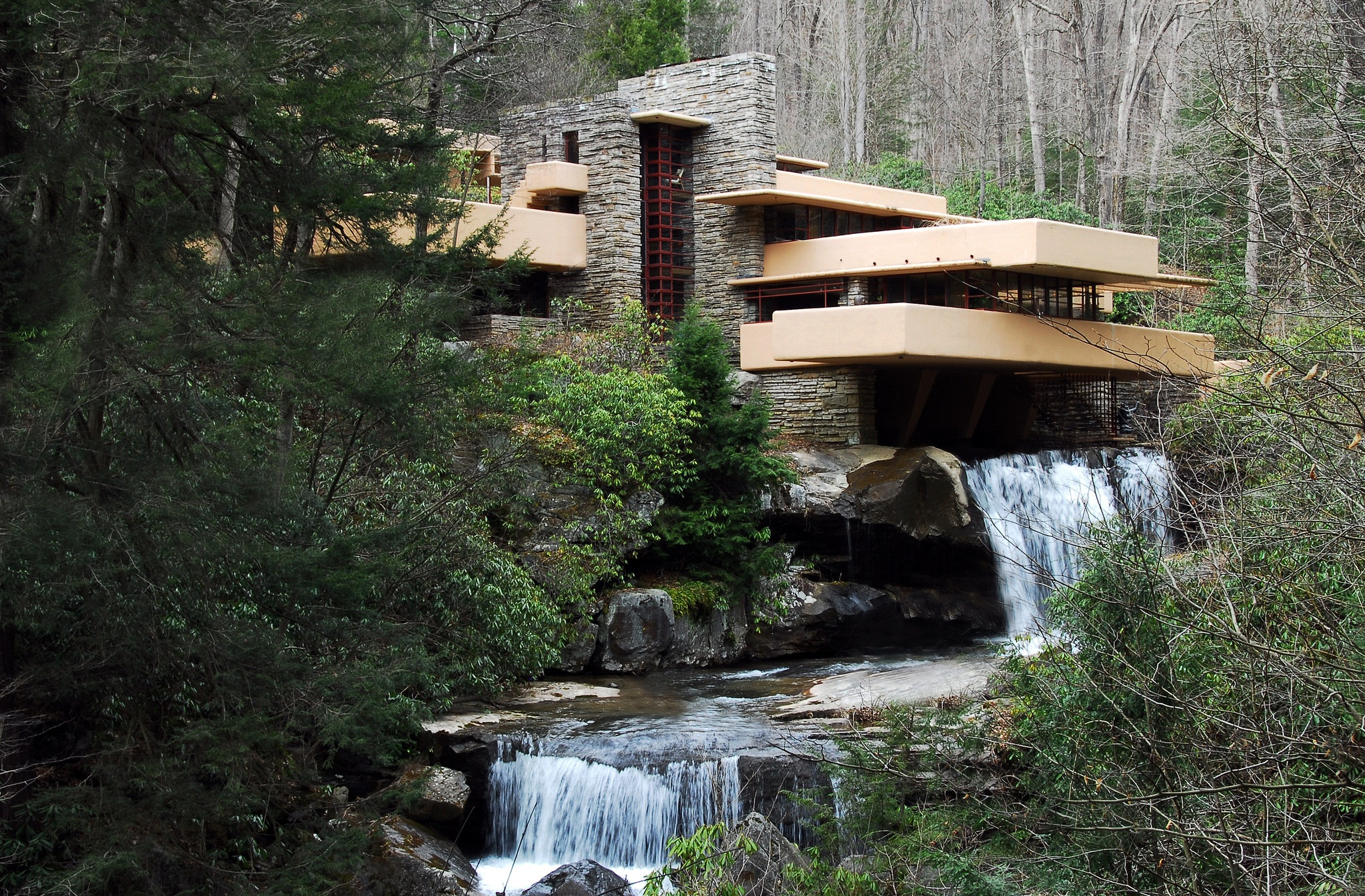
La casa de la cascada en Mill Run, Pensilvania

El famoso arquitecto estadounidense del siglo XX, Frank Lloyd Wright, tenía conocidos intereses en la arquitectura inca. Al mirar una de las casas más famosas de Wright, es fácil ver las formas en que los incas lo influenciaron. La casa Fallingwater en Pensilvania es, según todos los informes, una propiedad impresionante. Sin embargo, cuando se observan, los elementos de la arquitectura inca brillan a través de sus contrapartes modernas y contemporáneas. Como su nombre lo indica, la propiedad se define por su manipulación del agua. Canales, piscinas y fuentes corren por toda la casa al igual que las propiedades reales incas. El hecho de que el agua fluya a través de las rocas fue una parte importante de la identidad espiritual y cultural de los incas, muchas fuentes en la casa de la cascada son grandes estructuras rocosas con canales que fluyen a través de ellas, las cuales se asemejan a los de los sitios incas. Junto con las características del agua de inspiración inca, Fallingwater también utiliza grandes rocas naturales. En la cultura inca, estas grandes rocas naturales a veces denominadas "rocas vivas", tenían un gran significado espiritual.